# Fernando Gómez Fredes
Fernando Gómez Fredes (06 de septiembre de 1976, San Juan de la Frontera, Provincia de San Juan) es un piloto argentino de automovilismo. Desarrolló su carrera deportiva a nivel nacional, compitiendo exclusivamente en Turismo Nacional. En esta categoría se destacó principalmente por sus actuaciones en la Clase 2, además de tener un paso por la Clase 3 durante la segunda mitad de los años 2000.
Tras haber competido de manera ininterrumpida, en 2011 hizo una pausa en su carrera deportiva, reiniciándose en la Clase 2 desde el año 2019. Durante toda su carrera representó a la localidad de Pigüé, en la Provincia de Buenos Aires

## Biografía
Nacido en la Provincia de San Juan, pero radicado en la localidad de Pigüé en la Provincia de Buenos Aires, sus inicios a nivel nacional tuvieron lugar en la Clase 2 del Turismo Nacional, en el año 2002, donde compitió al comando de un Volkswagen Gol de su propiedad. Su paso por esta categoría tuvo lugar entre 2002 y 2005, lapso en el cual alcanzó tres triunfos entre 2004 y 2005, los cuales le posibilitaron culminar en la tercera posición del torneo en estos dos años.
En 2006 decidió subir de categoría, al pasar a competir en la Clase 3 del Turismo Nacional. En su primer año, desarrolló las cuatro primeras fechas al comando de un Ford Focus atendido por José "Pepe" Martos en el chasis y Alberto Etchegaray en los motores. Sin embargo, disconforme con el rendimiento de su unidad, resolvió alejarse del equipo de Martos y recalar en el de Miguel Alisi, donde cerró su participación al comando de un Honda Civic VI.
En 2008 decidió volver a gestionar su propia estructura, al contratar los servicios de Fernando Mangieri en el chasis de su coche y manteniendo a Etchegaray en el motor. Sin embargo, tras dos fechas corridas, resolvió mudar su unidad al taller de Claudio Alonso con quien cerró la temporada. En 2009 no tuvo su mejor desempeño, ya que tras las dos primeras competencias gestionando su propio equipo (al que denominó Hokun Racing), en la tercera fecha pasó a competir con un Chevrolet Astra del equipo de Luis Belloso, tras la cual resolvió finalizar su participación en la temporada.
En 2010 regresó a la Clase 2 del TN, compitiendo sobre un Chevrolet Corsa atendido por el equipo de Gabriel Rodríguez. Sin embargo, tras cerrar el año con esta unidad y equipo, recibió una sanción por un incidente en la última fecha, que lo privó de competir por tres meses, sanción que cumplimentó al inicio de la temporada siguiente. Finalizada la suspensión, retornó a la actividad en la quinta fecha de la temporada 2011, al comando de un Renault Clio II del equipo de Rodríguez. Sin embargo y tras realizar 5 competencias, anunció una pausa en su carrera deportiva retirándose de la actividad.
Este retiro tuvo final en el año 2019, donde tras arribar a un acuerdo con el preparador Sergio Torres, retornó a la actividad tras 8 años de ausencia al comando de un Chevrolet Corsa en la Clase 2 del TN. Sin embargo, tras desarrollar la primera fecha con este equipo, finalmente resolvió retornar a la escuadra de Gabriel Rodríguez, donde sucesivamente piloteó un Peugeot 208 y un Nissan March.

## Trayectoria
| Temporada | Categoría                    | Equipo                    | Coche             | Carreras | Victorias | Podios | Poles  | VR     | Puntos     | Pos.       |
| --------- | ---------------------------- | ------------------------- | ----------------- | -------- | --------- | ------ | ------ | ------ | ---------- | ---------- |
| 2002      | Clase 2 del Turismo Nacional | Gomez Fredes              | Volkswagen Gol AB | 11       | 0         | 0      | 0      | 0      | 38         | 15.º       |
| 2003      | Clase 2 del Turismo Nacional | Gomez Fredes              | Volkswagen Gol AB | 10       | 0         | 2      | 0      | 1      | 79         | 8.º        |
| 2004      | Clase 2 del Turismo Nacional | Gomez Fredes              | Volkswagen Gol AB | 12       | 1         | 3      | 1      | 0      | 216        | 3.º        |
| 2005      | Clase 2 del Turismo Nacional | Gomez Fredes              | Volkswagen Gol AB | 12       | 2         | 6      | 1      | 0      | 233        | 3.º        |
| 2006      | Clase 3 del Turismo Nacional | Martos Competición        | Ford Focus        | 8        | 0         | 0      | 0      | 0      | 25         | 36.º       |
| 2006      | Clase 3 del Turismo Nacional | Miguel Alisi Racing       | Honda Civic VI    | 8        | 0         | 0      | 0      | 0      | 25         | 36.º       |
| 2007      | Clase 3 del Turismo Nacional | Martos Competición        | Ford Focus        | 9        | 0         | 0      | 0      | 0      | 23         | 38.º       |
| 2008      | Clase 3 del Turismo Nacional | AFG Racing                | Ford Focus        | 2        | 0         | 0      | 0      | 0      | 7          | 46.º       |
| 2008      | Clase 3 del Turismo Nacional | CA Racing                 | Ford Focus        | 2        | 0         | 0      | 0      | 0      | 7          | 46.º       |
| 2009      | Clase 3 del Turismo Nacional | Hokun Racing              | Ford Focus        | 2        | 0         | 0      | 0      | 0      | 0.00       | 52.º       |
| 2009      | Clase 3 del Turismo Nacional | Belloso Competición       | Chevrolet Astra   | 1        | 0         | 0      | 0      | 0      | 0.00       | 52.º       |
| 2010      | Clase 2 del Turismo Nacional | GR Competición            | Chevrolet Corsa   | 6        | 0         | 0      | 0      | 0      | 12         | 39.º       |
| 2011      | Clase 2 del Turismo Nacional | GR Competición            | Renault Clio II   | 5        | 0         | 0      | 0      | 0      | 37         | 29.º       |
| 2019      | Clase 2 del Turismo Nacional | Sergio Torres Competición | Chevrolet Corsa   | 1        | 0         | 0      | 0      | 0      | 83         | 19.º       |
| 2019      | Clase 2 del Turismo Nacional | GR Competición            | Peugeot 208       | 4        | 0         | 0      | 0      | 0      | 83         | 19.º       |
| 2019      | Clase 2 del Turismo Nacional | GR Competición            | Nissan March      | 6        | 0         | 0      | 0      | 0      | 83         | 19.º       |
| 2020      | Clase 2 del Turismo Nacional | GR Competición            | Nissan March      | 6        | 0         | 0      | 0      | 0      | 36         | 21.º       |
| 2020      | Clase 2 del Turismo Nacional | Ale Bucci Racing          | Ford Fiesta KD    | 2        | 0         | 0      | 0      | 0      | 36         | 21.º       |
| 2021      | Clase 2 del Turismo Nacional | GR Competición            | Nissan March      | 3        | 0         | 0      | 0      | 0      | 145        | 14.º       |
| 2021      | Clase 2 del Turismo Nacional | Tito Bessone Toyota Team  | Toyota Etios      | 8        | 0         | 2      | 0      | 0      | 145        | 14.º       |
| 2022      | Clase 2 del Turismo Nacional | Tito Bessone Toyota Team  | Toyota Etios      | 5        | 0         | 0      | 0      | 0      | En disputa | En disputa |
| Fuente:   | [ 15 ]                       | [ 15 ]                    | [ 15 ]            | [ 15 ]   | [ 15 ]    | [ 15 ] | [ 15 ] | [ 15 ] | [ 15 ]     | [ 15 ]     |